# Nisís Prasoúdhi (ö i Grekland)
Nisís Prasoúdhi är en ö i Grekland.   Den ligger i regionen Grekiska fastlandet, i den centrala delen av landet, 150 km väster om huvudstaden Aten.